# Gadsji Gadsjijev
Gadsji Gadsjijev (russisk: Гаджи Муслимович Гаджиев tr. Gadsji Muslimovitj Gadsjijev ; født 28. oktober 1945 i Bujnaksk, Dagestanske ASSR, USSR) er en tidligere rusisk fodboldspiller og træner.